# 拉脫維亞電視台
拉脫維亞電視台是拉脫維亞的國家電視台，總部設在里加。拉脫維亞電視台六成的收入由政府贊助，其餘部分通過廣告獲得。拉脫維亞電視台目前擁有兩個頻道，分別是LTV1和LTV7。拉脫維亞電視台是歐洲廣播聯盟的成員。

## 外部連結
- 官方網站 （页面存档备份，存于）